# Eschif de Creyssac
L'eschif de Creyssac è un eschif - ossia una piccola fortificazione costruita per difendere gli accessi a una città quando le mura di questa erano costituite da una semplice muraglia - risalente al XIV secolo e situato nella cittadina francese di Périgueux, nella Nuova Aquitania, classificato dal 1977 come monumento storico nazionale.

## Ubicazione
Sito nel Périgord, una regione storica della Francia sudoccidentale oggi facente parte del dipartimento della Dordogna, l'eschif de Creyssac si trova in particolare nella città di Périgueux, al numero 9 di boulevard Georges-Saumande, all'angolo di rue Tourville, un centinaio di metri a sud-est della cattedrale di San Frontone (Saint Front), il principale monumento cittadino, dove costeggia il fiume Isle.
Nonostante venga talvolta chiamato anche "Vecchio mulino", "Mulino del capitolo" o addirittura "Mulino di Saint Front", l'eschif non è in realtà mai stato utilizzato come mulino e si ritiene che tali nomi gli siano stati attribuiti erroneamente da chi lo ha scambiato con un mulino effettivamente esistente nelle sue vicinanze ma demolito nel 1860.

## Storia
L'eschif de Creyssac fu realizzato nel 1347 sulle mura del Puy-Saint-Front - la città medievale corrispondente al centro storico di Périgueux -, ai piedi dei quali a quell'epoca scorreva l'Isle, per fungere da posto di sorveglianza del ponte Tournepiche, oggi sostituito dal ponte Barris.
Quando nel 1860 le suddette mura furono demolite per lasciare spazio alla costruzione della Route nationale 21, che in Périgueux prende il nome di boulevard Georges-Saumande, l'eschif, che da decenni fungeva ormai da granaio per il capitolo della cattedrale, fu risparmiato in virtù della sua particolarità e nel 1929 fu inserito nel registro dei monumenti storici nazionali come "mulino di Saint-Front". Tale errore fu corretto solo nel 1977, quando l'edificio, che l'anno precedente era stato acquistato dal comune di Périgueux, fu reinserito con il suo attuale nome.

## Architettura
L'eschif de Creyssac, che deve tale nome al fatto di essere stato realizzato sul sito della Maison Creyschat, distrutta nel 1346 da un'esondazione dell'Isle, è realizzato in legno di quercia ed è caratterizzato da una sezione superiore a graticcio che poggia su una solida base in pietra costituita da un segmento delle storiche mura cittadine, a cui l'eschif è anche puntellato per mezzo di sedici puntoni, otto per ognuna delle due facciate a sbalzo.
L'interno dell'edificio è costituito da un'unica stanza, sormontata da un tetto spiovente a tegole piane, al cui centro trova posto un camino con due focolari.

## Galleria d'immagini

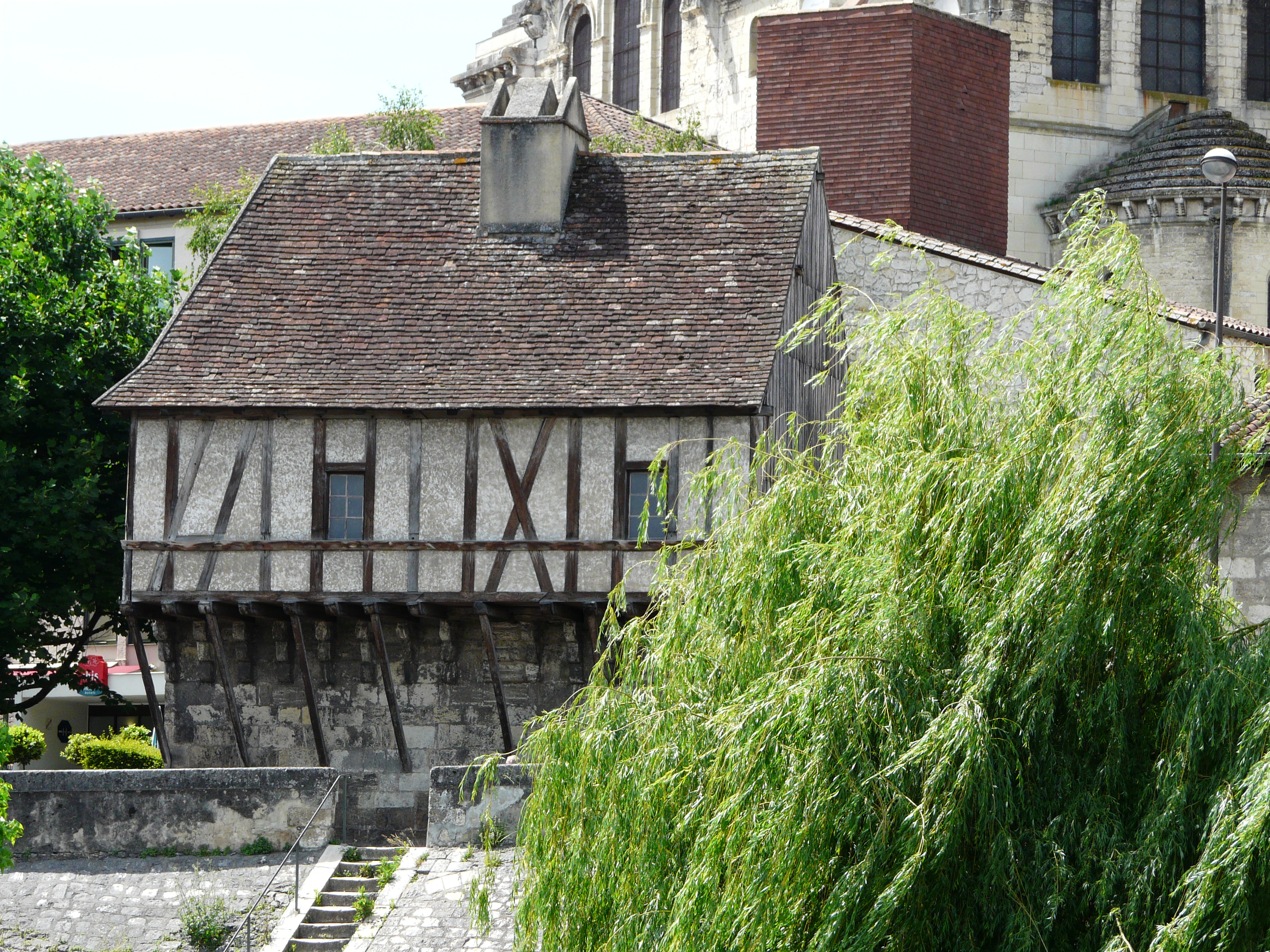
L'eschif visto dalla riva sinistra dell'Isle.
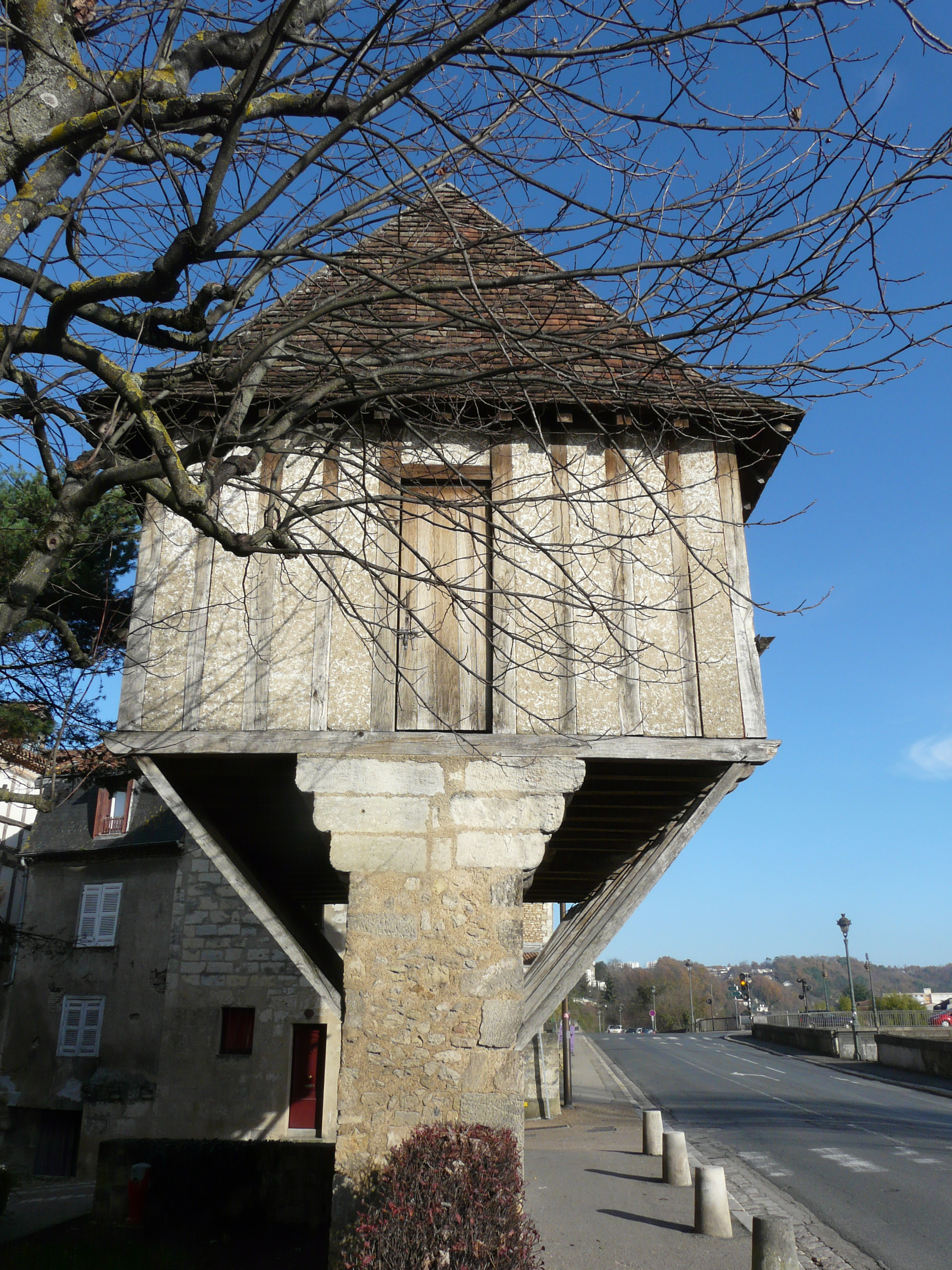
Il lato sud-ovest dell'eschif.
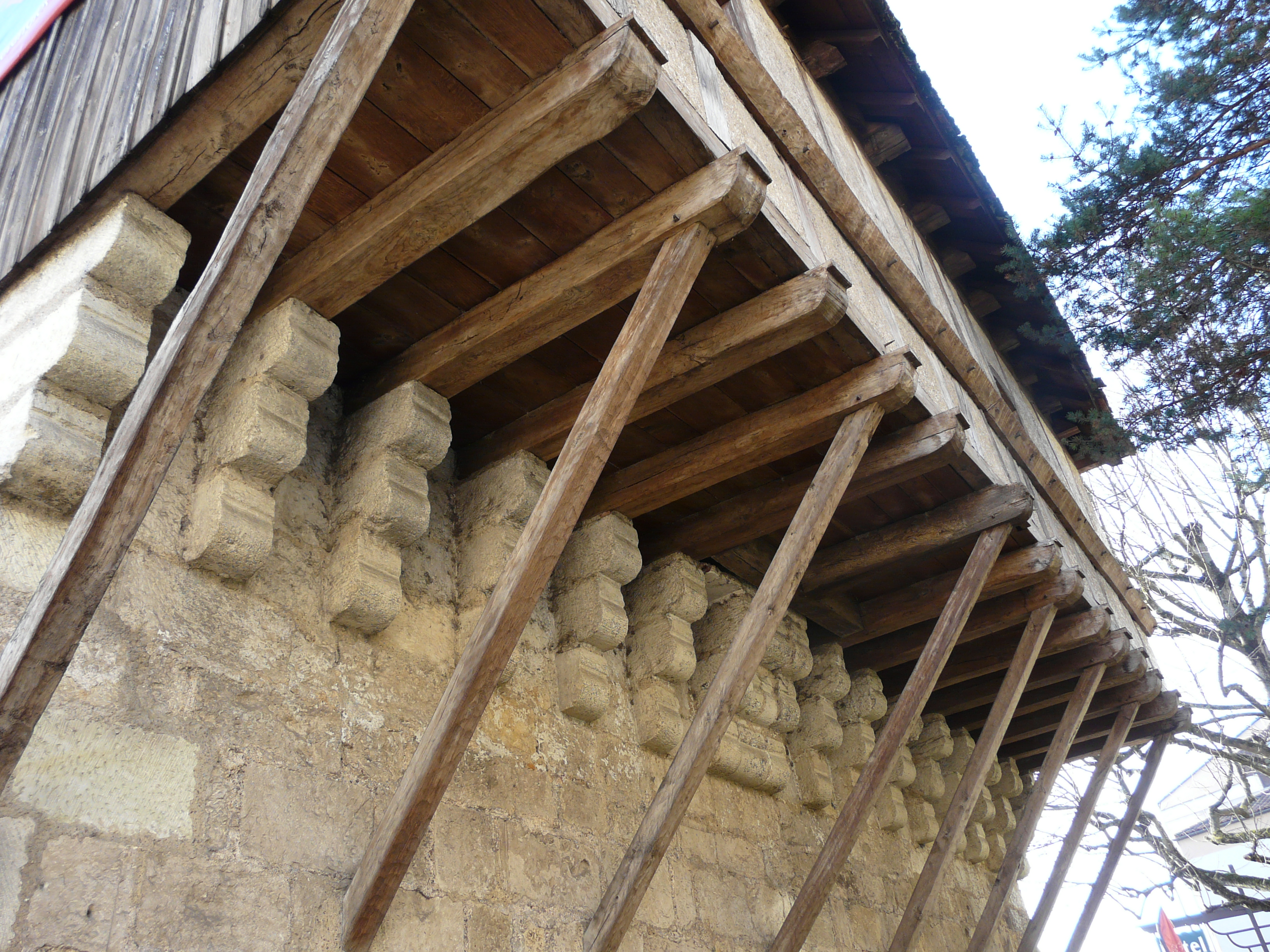
I puntoni che sostengono l'edificio.